# I sette peccati capitali (film 1952)
I sette peccati capitali è un film del 1952 che si articola in sei episodi realizzati da diversi registi italiani e francesi.

## Episodi

### Avarizia ed ira

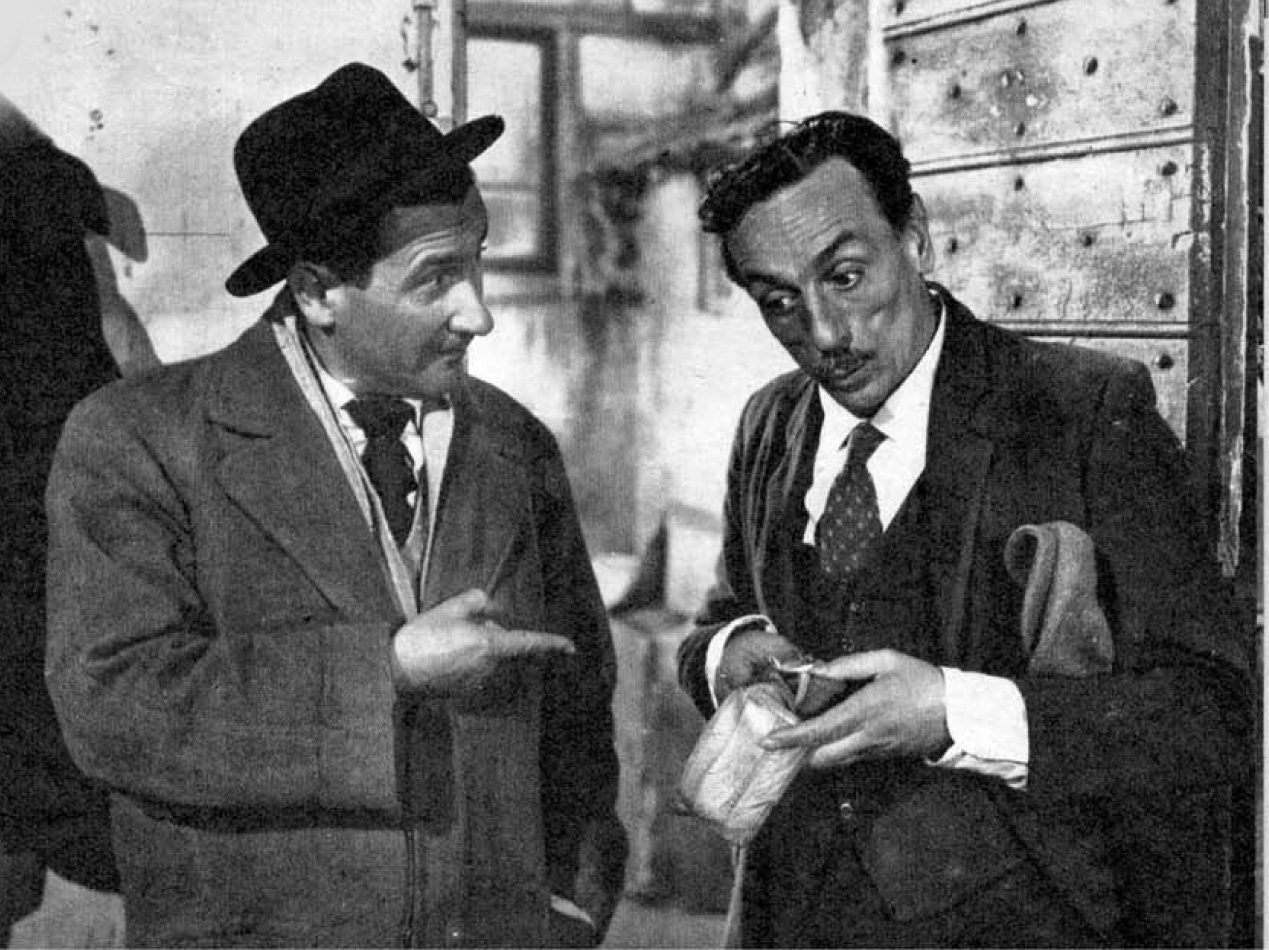
Paolo Stoppa ed Eduardo De Filippo in una scena dell'episodio Avarizia ed ira

Il signor Alvaro, ossessionato dai soldi, minaccia di sfrattare il suo affittuario Eduardo Germini in ritardo con il pagamento di 11.500 lire relative all'affitto del misero alloggio in cui egli vive insegnando musica. Nel diverbio che ne segue Alvaro perde il portafoglio con dentro tutti i soldi riscossi per gli affitti, oltre centomila lire. Arrivato a casa Alvaro litiga con la moglie, perché rifiuta di darle il denaro per il parrucchiere. I due vengono alle mani e la donna perde una collana, le cui perle si spargono per la casa.
Intanto Germini ha trovato il portafoglio e, da uomo onesto, va a casa di Alvaro per restituirglielo, confidando di poter in tal modo ricevere come ricompensa l'abbuono dell'affitto. Ma Alvaro, con il pretesto che mancherebbero dei soldi, rifiuta anche questo gesto e caccia da casa l'inquilino.
La moglie di Alvaro, esasperata dall'avarizia del marito, getta dalla finestra tutto il denaro restituito che viene disperso dal vento. Mentre Alvaro cerca inutilmente di recuperarlo, Germini si ritrova nella scarpa una delle perle cadute dalla collana della moglie di Alvaro, il cui valore gli consentirà di pagare l'affitto.

### La superbia

Michèle Morgan in una scena dell'episodio La superbia

Anna Maria e sua madre vivono in estrema povertà, tanto da dover raccogliere nei parchi cittadini la legna per scaldarsi e da aver subito il distacco della luce per morosità. Ciononostante sono molto altezzose, al punto di disdegnare l'aiuto offerto da uno zio benestante, che aveva proposto alla nipote un impiego come bambinaia.  Quando Isabella, ex compagna di scuola di Anna Maria, la invita alla festa del suo fidanzamento, esse rifiutano di parteciparvi.
Poi Anna Maria ci ripensa e si presenta, elegante ma sgradita ospite, alla festa, suscitando l'imbarazzo dei signori Signac, genitori di Isabella, ma anche l'inutile interesse di un giovane musicista presente. Quando una delle partecipanti viene derubata, i sospetti ricadono su Anna Maria, che però poi risulterà innocente, avendo sottratto soltanto alcuni panini per la madre affamata. Tra mille scuse, i Signac pregano Anna Maria di restare alla festa, ma la donna, superba come sempre, se ne va con alterigia, anche se l'attende la solita vita di stenti.

### La gola

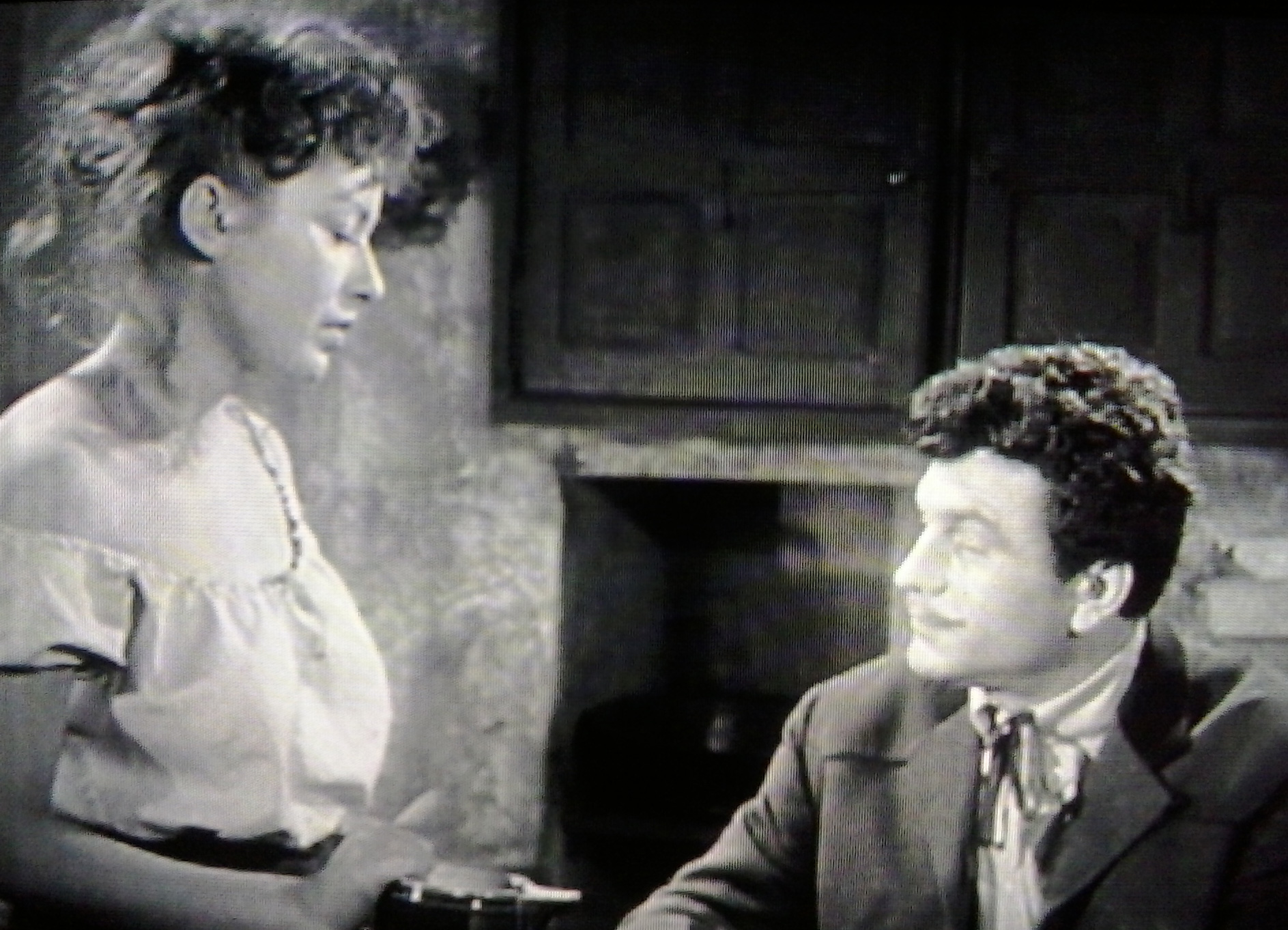
Una scena dell'episodio La gola

Il signor Antonio, la cui auto è finita in panne in aperta campagna, trova riparo per la notte presso una coppia di agricoltori. Durante la cena egli ha modo di gustare un ottimo formaggio, che mangerebbe tutto se il contadino non glielo impedisse.
Al momento di coricarsi lui si offre di usare la stalla, ma il contadino, non volendo essere considerato inospitale, lo invita a dividere il comodo letto coniugale. Mentre il marito si addormenta subito, la bella contadina gli fa esplicite avances, ma Antonio, a quel punto, preferisce precipitarsi sul formaggio.

### La lussuria

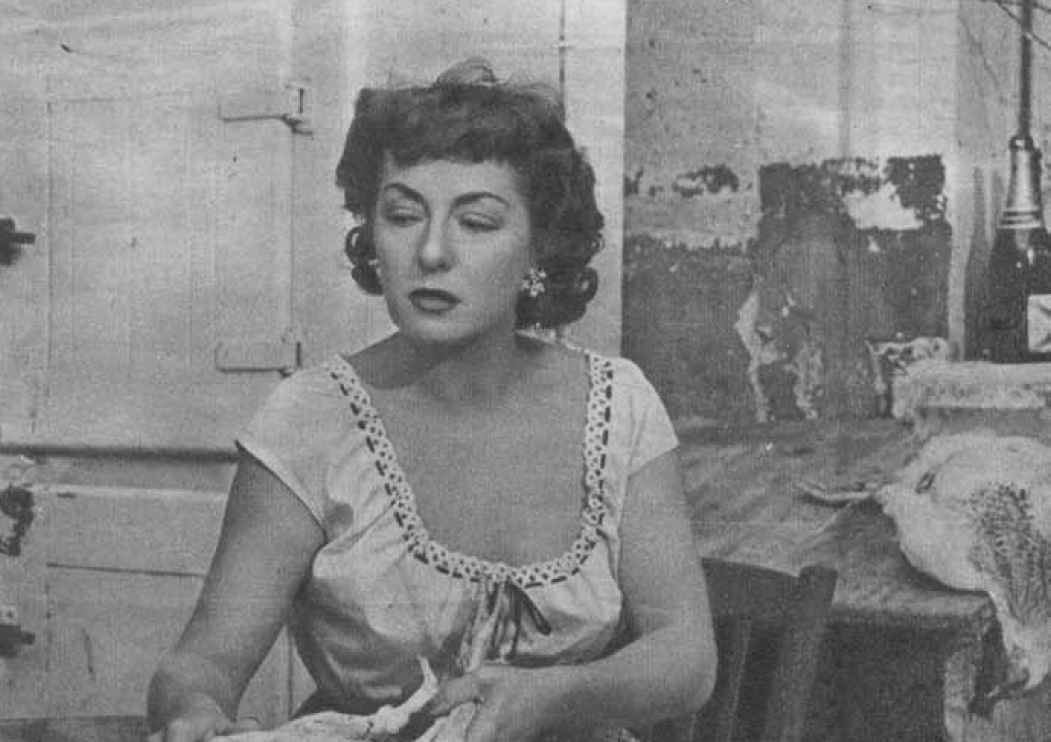
Viviane Romance nell'episodio La lussuria

Durante la festa patronale di una cittadina francese, la tredicenne Chantal confessa al parroco di aspettare un bambino. Questi ne informa la madre, la signora Blanc, proprietaria di un ben avviato albergo della località, la quale, sconvolta dalla rivelazione, affronta la figlia per sapere chi sia stato ad abusare di lei. La giovane accusa Ravila, un uomo prestante e simpatico da qualche tempo ospite presso la Blanc, che non è insensibile al suo fascino. Al momento delle spiegazioni le accuse di Chantal si rivelano il frutto della confusa fantasia della ragazzina, gelosa della madre, che credeva di essere incinta perché si era seduta su una poltrona usata dall'uomo. Risolto il problema con la figlioletta, la Blanc, rincuorata, trascorre la serata con Ravila ed alla fine cede alla sua corte, abbandonandosi alla lussuria. I due amanti, però, sono disattenti e superficiali e la ragazzina, che si accorge di questa relazione, si allontana da casa sino a perdersi nella campagna.

### L'invidia

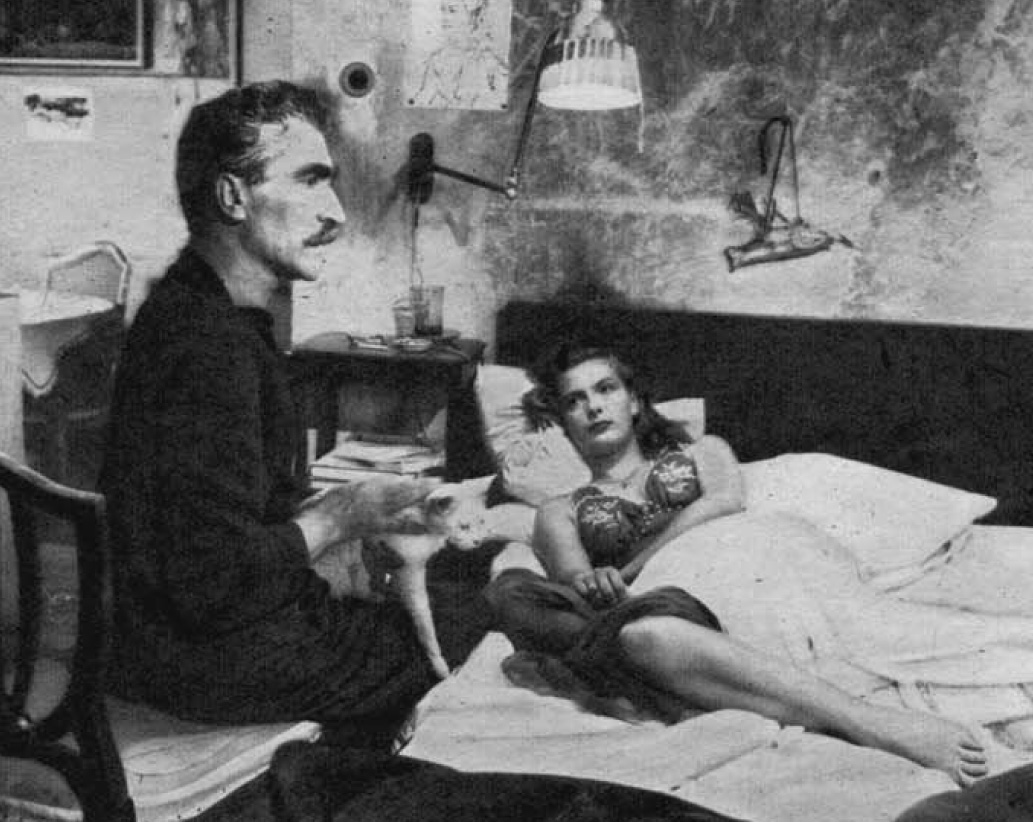
Orfeo Tamburi, Andrée Debar e la gattina Saha nell'episodio L'invidia

Orfeo, un affermato pittore, vive con la moglie Camilla in una mansarda dove svolge la sua attività e riceve amici artisti come lui. Con loro c'è Saba, una gatta bianca a cui Orfeo è molto affezionato. L'intesa tra la bestiola ed Orfeo suscita la crescente irritazione in Camilla che si sente esclusa dal suo mondo artistico. Un giorno l'insofferenza si trasforma in ostilità e la donna spinge la bestiola giù dal balcone.
Poco dopo Orfeo rientra in casa portando in braccio Saba, ancora viva, e racconta alla moglie che la gatta si è salvata grazie al tendone di un negozio che ha attutito la caduta. Orfeo crede in una caduta accidentale dell'animale, ma quando Camilla fa per accarezzarla, la bestiola si ritrae impaurita. Orfeo capisce quello che è successo e accusa la moglie di essere invidiosa, non solo di Saba, ma anche di lui stesso e dei suoi amici.

### La pigrizia

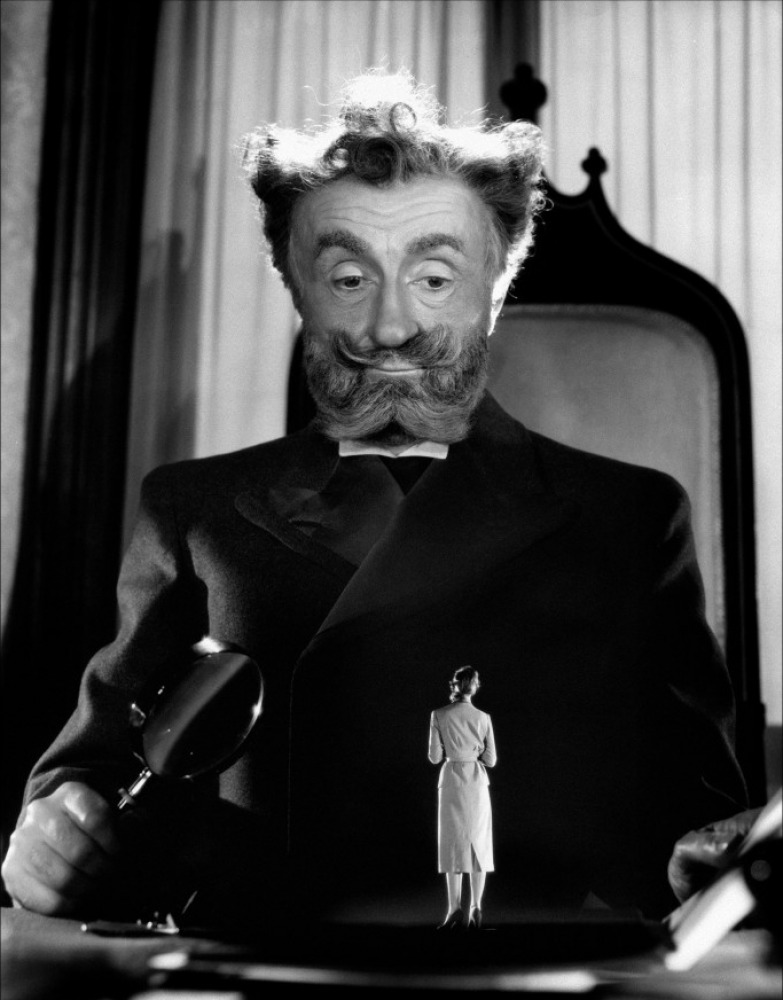
Noël-Noël nell'episodio La pigrizia

Il direttore di un luogo immaginario in cui arrivano i defunti è sorpreso dalla frenesia con cui vivono gli uomini, che spesso ne causa la morte. Chiede quindi alla Pigrizia di intervenire, per spargere un po' di calma tra il genere umano. Ma l'improvvisa ondata di rilassatezza che si abbatte sul mondo causa ancora più danni della frenesia: non si fanno più macchine, non si raccolgono più frutti, la spazzatura non viene ritirata, i medici non prestano tempestivi soccorsi. Non funziona più nulla. Il direttore chiede quindi alla pigrizia di non esagerare e di colpire con il suo influsso solo le guerre e i malviventi. Ma tutto, alla fine, si rivela soltanto un sogno.

## Produzione
Il film è una coproduzione italo - francese, che si innesta nel solco di una diffusa collaborazione in campo cinematografico tra i due Paesi. In questo caso l'opera è «essenzialmente francese con preponderanza di attori e tecnici transalpini».
La pellicola si sviluppa in sei episodi, dato che il primo comprende due peccati, tenuti insieme da alcune scene di collegamento, interpretate da Gérard Philipe nel ruolo di un imbonitore che in un luna-park invita gli astanti a colpire con delle palle i pupazzi che raffigurano i vari peccati. La regia di queste scene di raccordo è di Georges Lacombe
Le sceneggiature dei vari segmenti sono state scritte in parte dai registi dei singoli episodi ed in parte da altri. Nei titoli di testa italiani essi vengono tutti citati in modo cumulativo e non in riferimento ai singoli apporti, mentre tali indicazioni sono presenti nella versione francese. Le musiche sono di Yves Baudrier e René Cloërec, mentre anche per i montaggi dei vari segmenti le indicazioni nella versione italiana sono cumulative a fronte di citazioni specifiche in quella francese.
Il film è stato girato negli stabilimenti Scalera di Roma, e De Neuilly di Parigi. La pellicola uscì contemporaneamente in Francia ed in Italia nella tarda primavera del 1952. L'argomento era già stato oggetto di una serie di film muti italiani interpretati dalla Bertini nel primo dopoguerra, mentre nel 1962 fu prodotto con lo stesso titolo un altro film a episodi, questa volta tutti diretti ed interpretati da registi ed attori francesi ma conservando la coproduzione minoritaria italiana.

## Accoglienza

### Incassi
I sette peccati capitali non ebbe un buon risultato commerciale, almeno in Italia. Incassò infatti soltanto 185 milioni di lire. In base a questi risultati la pellicola non riuscì a distinguersi tra quelle più viste dell'anno.

### Critica
La critica non diede giudizi unanimi sulla pellicola, ma quelli negativi furono comunque prevalenti. Da un lato vi fu il commento favorevole de La Stampa che lo definisce «un lavoro un po' lunghetto - per quanto brevi si tratta di 6 film - ma interessante e spesso piacevole», mentre il Corriere della Sera ritenne che «non tutti gli episodi, né quelli veristi, né quelli di maggiore umanità, sono centrati ed aderenti».
Più nel dettaglio il commento di Ezio Colombo che, analizzando i singoli episodi, bocciò innanzitutto quello di Rossellini: «impegnato in una arbitraria e sconnessa digressione sui motivi dell'invidia. Il suo apporto – rincresce dirlo – è un po' la palla di piombo al piede per il film». Ma anche gli altri episodi, a parte quello della Superbia, lasciano a desiderare: «la trovata dei peccati è soltanto un pretesto per dar modo di riunire sotto un unico titolo di film le firme di alcuni tra i più apprezzati registi europei. Inutile quindi aspettarsi slanci di illuminata poesia». Col tempo nell'episodio rosselliniano de L'invidia si è voluto vedere un discorso, anche se talvolta incompleto, «sulla crisi dei valori e sulla lacerante realtà proposta dal mondo di oggi (...) sotto forma di bozzetto satirico.
Anche Bianco & Nero diede un giudizio estremamente negativo sul lavoro di Rossellini, definendola «opera di ambiziosi intenti in cui è palese la mancanza di autentica partecipazione emotiva dell'autore, incapace di riscattare sul piano creativo la convenzionalità e la banalità letteraria del libro di Colette». Anche gli altri episodi, tuttavia, non brillano: «nessuna delle sei novelle ha raggiunto autentica qualità artistica [anche se] maggiore coerenza stilistica e precisione di sentimento sono identificabili in Avarizia ed ira e ne La superbia. In conclusione, quindi, «un bilancio tutt'altro che lieto». Giudizio analogo anche per L'eco del Cinema che descrisse il film come «una lunga sequenza di occasioni mancate, con pochi guizzi di inventiva e molti momenti di noia».
Bocciatura del film su tutta la linea per Cinema che definisce l'opera un «film fallito per mancanza di coerenza e coraggio. Spiace veder crollare in un sì fitto polverone un'opera interessante e con essa il lavoro di importanti cineasti, sia nostri che stranieri. Galleggiano sulle acque del naufragio, oltre all'episodio di De Filippo, alcune recitazioni: Isa Miranda, Michèle Morgan, Françoise Rosay, Paolo Stoppa».